# یواس‌اس کانیسد (اس‌پی-۴۳۹)
یواس‌اس کانیسد (اس‌پی-۴۳۹) (به انگلیسی: USS Kanised (SP-439)) یک کشتی بود که طول آن ۱۰۰ فوت (۳۰ متر) بود. این کشتی در سال ۱۹۰۹ ساخته شد.